# San Sebastián
San Sebastián (baskicky Donostia, oficiálně Donostia-San Sebastián; adjektivum i v kastilštině Donostiarra) je město na pobřeží Atlantiku v autonomním společenství Baskicko v severním Španělsku, necelých 20 km od francouzské hranice. Je centrem provincie Gipuzkoa (Guipúzcoa). Žije zde přibližně 189 tisíc obyvatel, v aglomeraci pak až 400 tisíc.
Město žije především z obchodu, turismu a festivalů; jde o jedno z nejnavštěvovanějších míst Španělska.

## Název
Španělský název San Sebastián město dostalo podle kláštera sv. Šebestiána, který pravděpodobně stál na místě dnešního města před jeho založením. Baskický název Donostia i přes značnou formální rozdílnost odkazuje k témuž světci; podle lidové etymologie jako Don-Ostia = svatý z Ostie, podle lingvistického názoru však název vznikl postupným zkomolením a zjednodušením původního Done Sebastiáne.

## Dějiny

### Středověk
První písemný pramen z roku 1014 hovoří o klášteru sv. Šebestiána. Samotné město založil navarrský král Sancho VI. Moudrý roku 1180 jakožto námořní přístav pro navarrské království; již roku 1200 se však dostal do rukou Alfonse VIII. Kastilského; jako součást mocnější říše se přístav rychle rozvíjel. Díky své prosperitě se stal předmětem bojů, v nichž byl během 250 let šestkrát zničen. Roku 1489 bylo tehdy převážně dřevěné město zcela zničeno požárem.

### Novověk
Současně s přestavbou města se změnil jeho charakter: do novověku vstoupil San Sebastián spíše jako vojenská základna než jako obchodní středisko. Z této strategické pozice v Biskajském zálivu odolávalo Kantabrijské loďstvo stále častějším nájezdům z Anglie, Francie a Nizozemí, které trvaly až do počátku 19. století. V obchodu s koloniemi v Americe však zůstal daleko za přístavem v Seville.

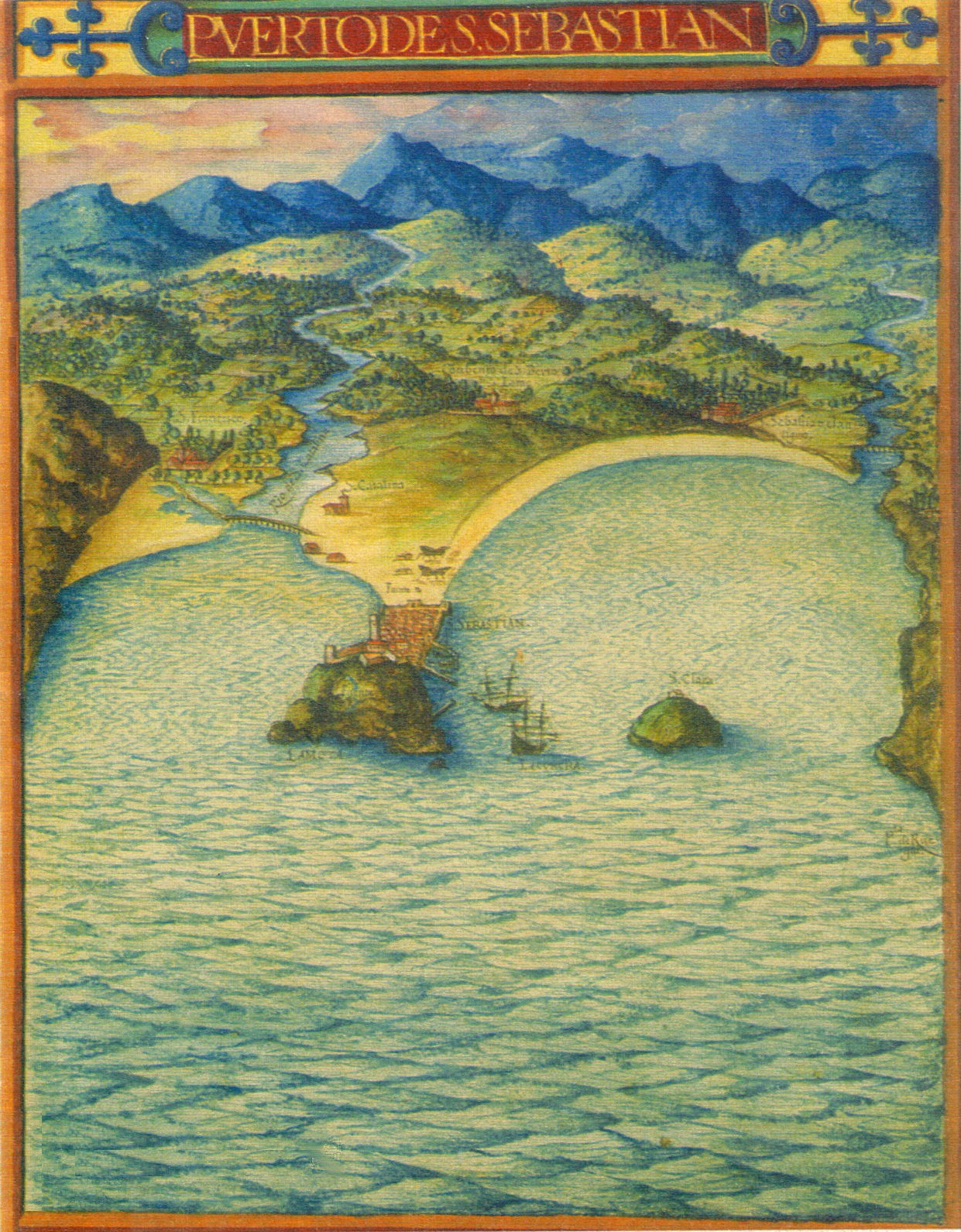
Pohled na San Sebastián z roku 1622. Město se skrývá pod kopcem mezi oběma zálivy.

Roku 1662 udělil Filip IV. Španělský přístavu status města. V letech 1719–1721 bylo město okupováno soldateskou 2000 francouzských vojáků. Při Španělské válce za nezávislost byl San Sebastián 9. června 1808 obsazen napoleonskými vojsky. 31. srpna roku 1813 pak vypukl osvobozenecký boj, který vyústil 8. září téhož roku v kapitulaci okupantů; v požáru však opět lehlo popelem téměř celé město kromě dvou kostelů a 35 domů pod vrchem Urgull v ulici Trinidad; tato ulice dnes nese název Ulice 31. srpna (Calle de 31 de Agosto).
V 19. století poznamenaném boji mezi karlisty a liberály prožilo město nový rozkvět. Zboření hradeb roku 1863 spustilo růst zástavby jižním směrem; město se zároveň stalo centrem provincie.

### 20. století

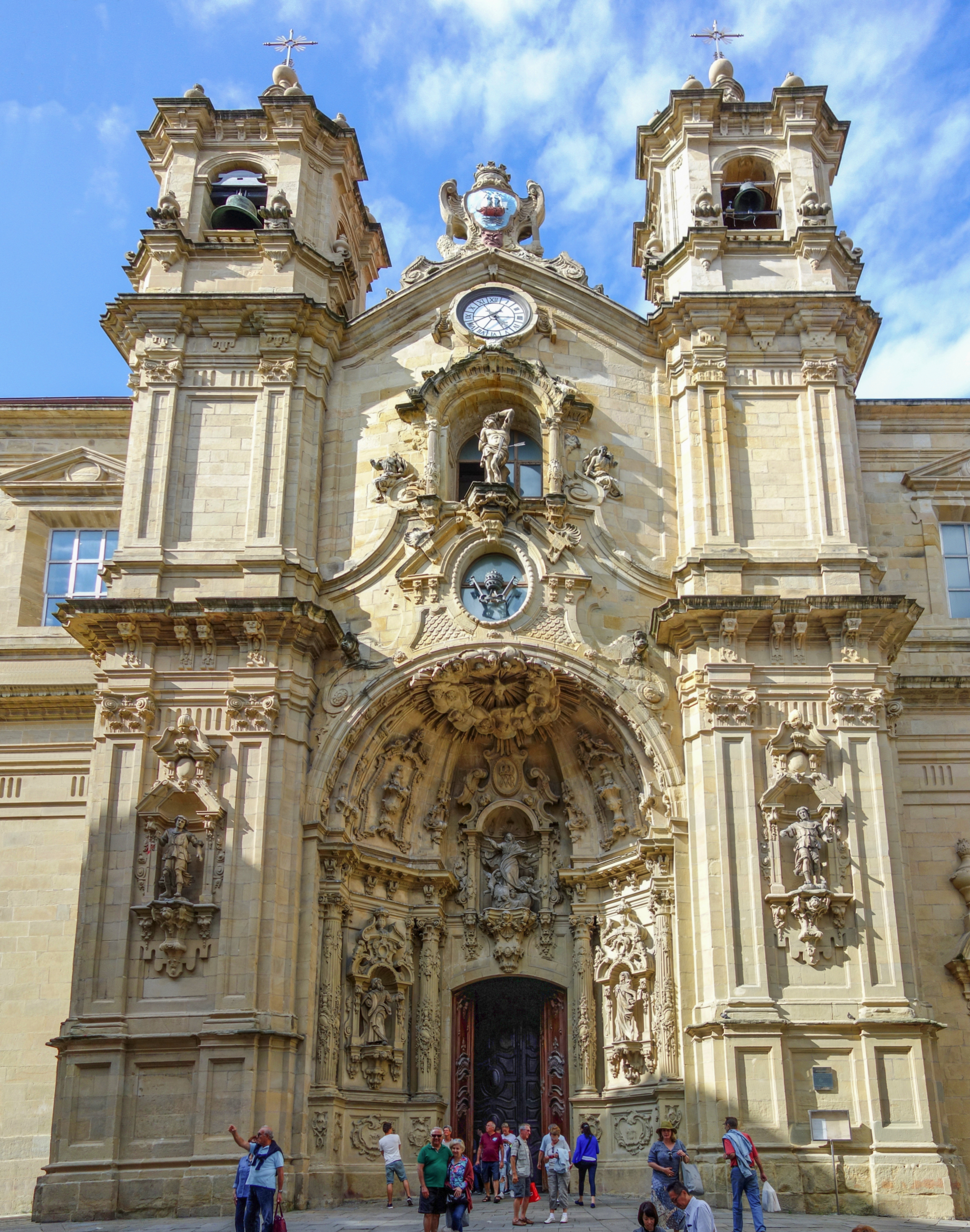
Barokní chrám Panny Marie ve čtvrti Antiguo.

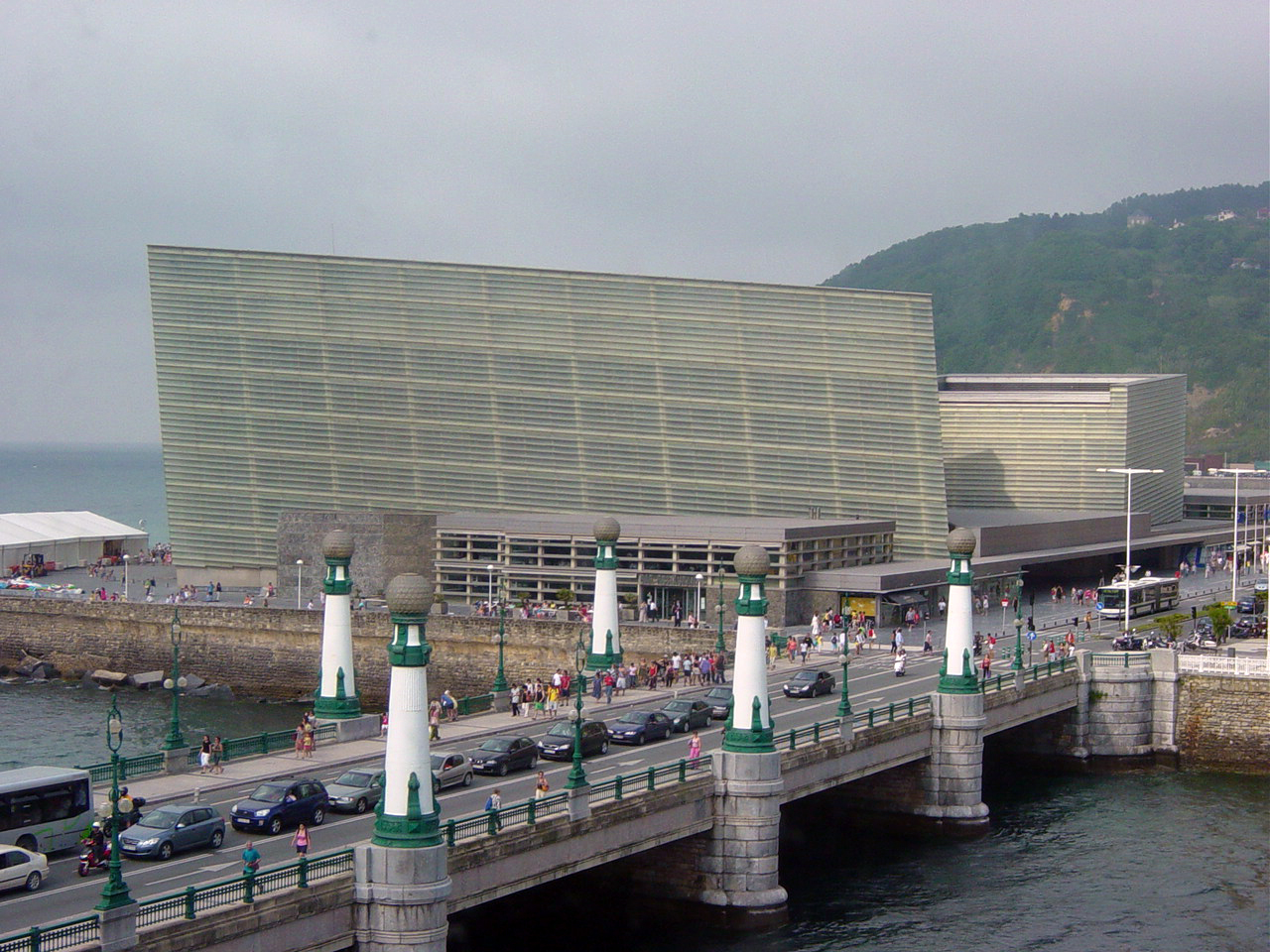
Kongresové centrum Kursaal

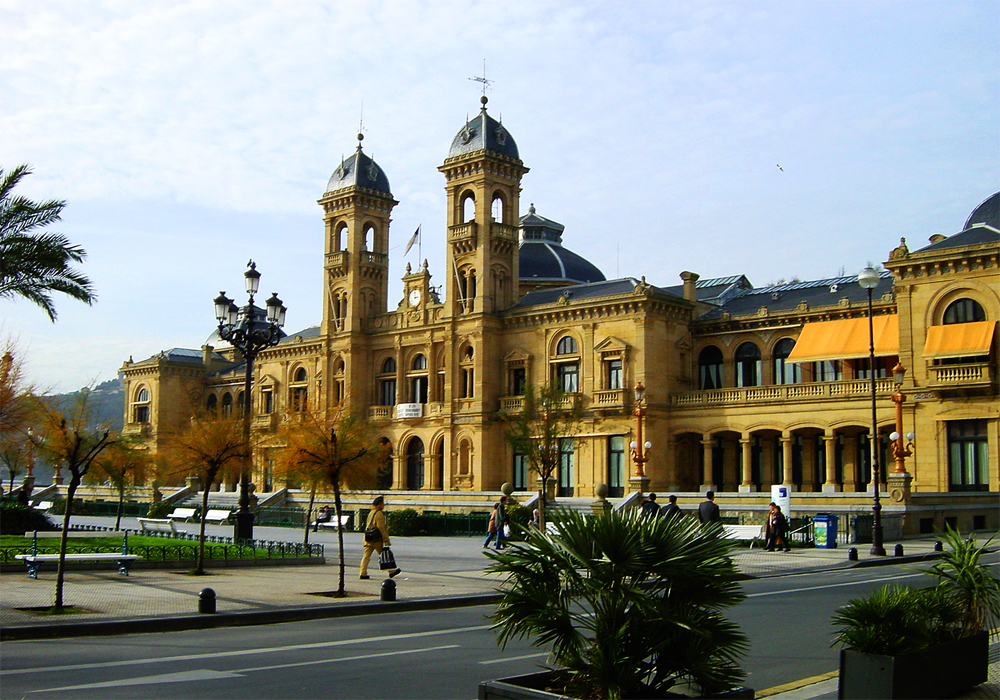
radnice San Sebastián

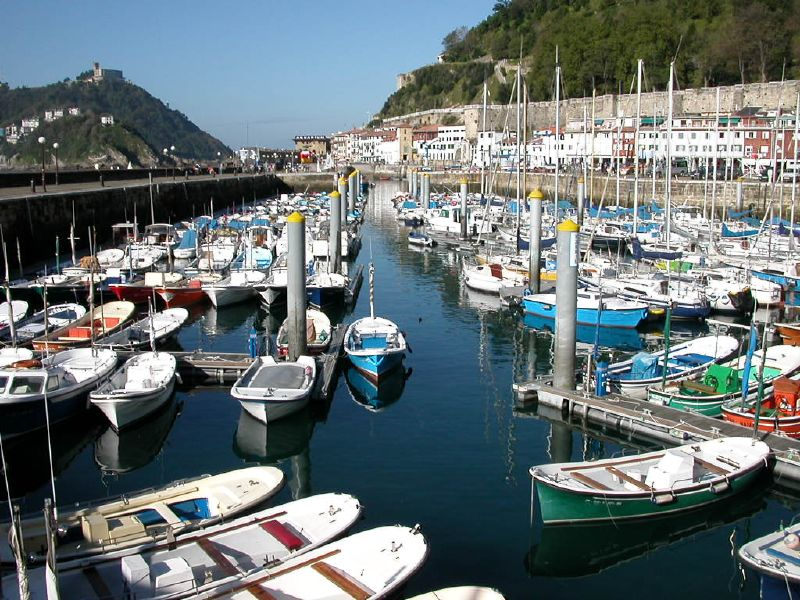
Přístaviště

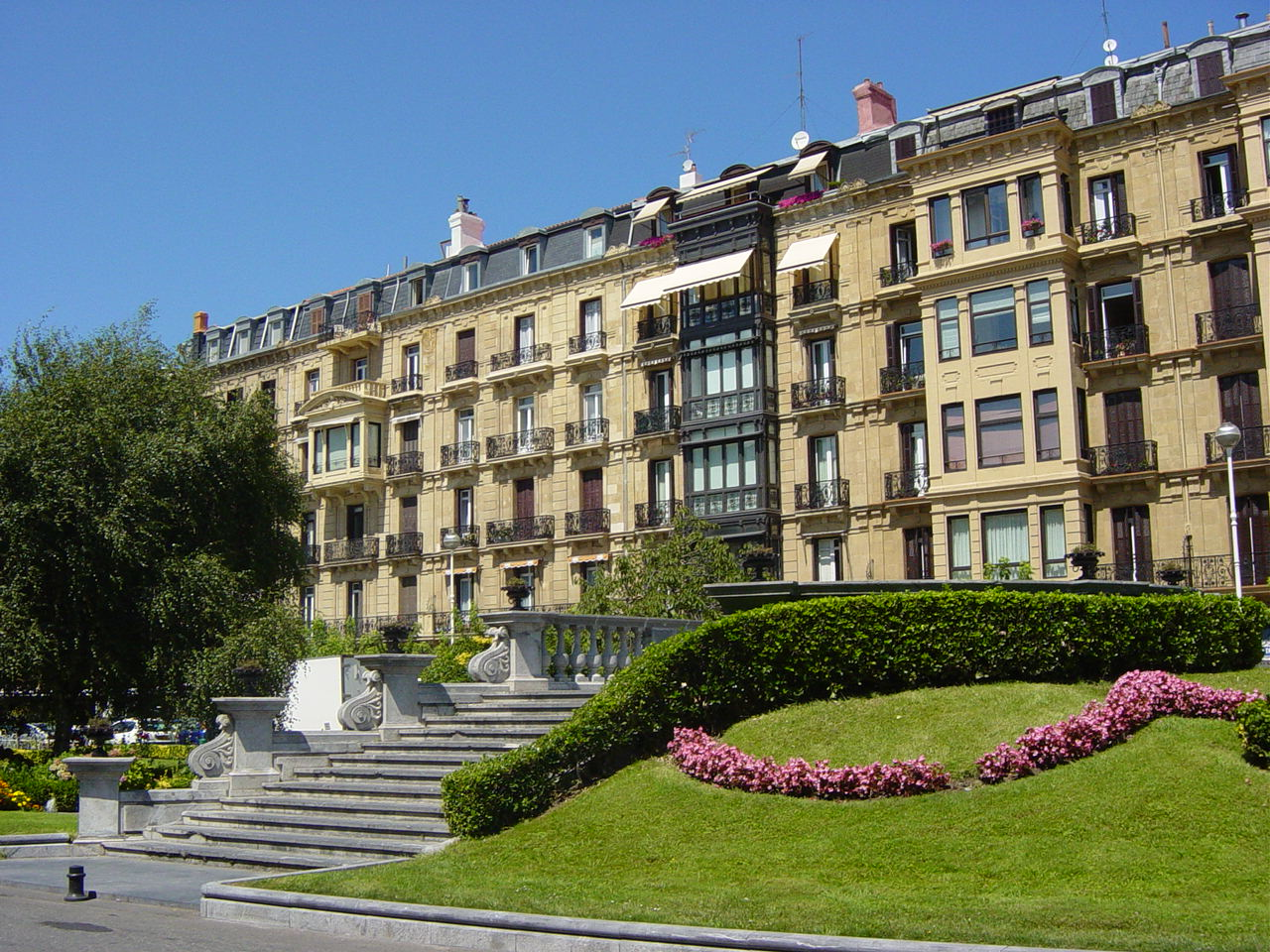
domy ve čtvrti Centro

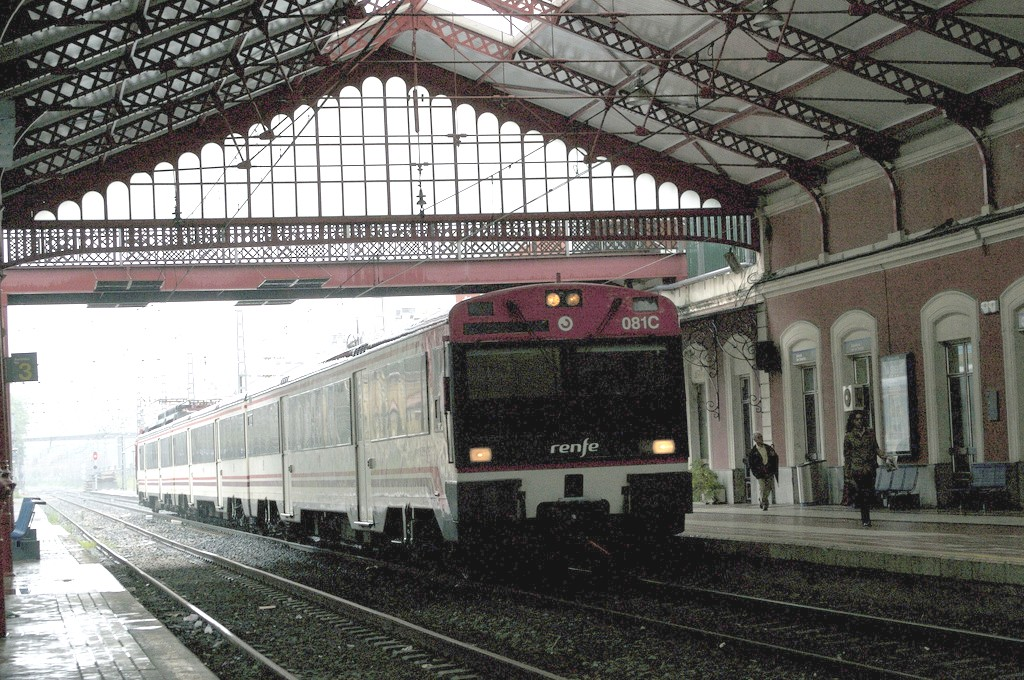
Estación del Norte – nádraží státních drah RENFE

Již koncem 19. století, v Belle époque, byl San Sebastián znám jako letní rezidence aristokracie. V létě zde sídlila také Marie Kristýna Rakouská. V době první světové války bylo město jedním z nejkosmopolitnějších v Evropě: ve zdejším kasínu se objevovali např. Mata Hari, Lev Trocký, Maurice Ravel. Tento duch se vytratil se španělskou občanskou válkou, po níž se San Sebastián stal letním sídlem generála Franca, a to až do roku 1975. Od 50. let se však opět stával vyhledávaným místem kultury a rekreace a jeho obliba nadále stoupá; roku 1953 se poprvé konal zdejší slavný filmový festival, rokem 1965 započala tradice jazzového festivalu. San Sebastián je i dnes jedním ze španělských měst s rostoucím počtem obyvatel.

## Město, čtvrtě a exklávy
Historická část města Parte Vieja (Staré Město) leží pod vrchem Monte Urgull, na výběžku pevniny do oceánu, na západě leží zátoka La Concha, na východě řeka Urumea. Zde najdeme kostely Santa María (kostel Panny Marie) a San Vicente (sv. Vincenta). Střed čtvrti je na Plaza de la Constitución. Na vrchu Monte Urgull se nachází pevnost La Mota. Jižně od čtvrti Parte Vieja leží čtvrť Centro, hlavní obchodní a hospodářské centrum města s radnicí a katedrálou. Východně od obou čtvrtí, na pravém břehu řeky Urumea, leží čtvrť Gros, vystavěná v 19. a 20. st., centrum čtvrti tvoří nábřeží s budovou kongresového centra Kursaal a náměstí Plaza Cataluňa s kostelem San Ignacio.

### Památky
- Katedrála Catedral del Buen Pastor de San Sebastián je nejvýznamnější sakrální stavbou ve městě, byla postavena v novogotickém stylu v letech 1888–97, má délku 90 m, věž katedrály má výšku 75 m
- Kongresové centrum Kursaal, je dominantní stavbou východní části města; stavba architekta R. Monea byla dokončená v roce 1999. Je hlavním centrem pro známý každoroční Filmový festival San Sebastián. Skládá se z řady prostor, hlavní koncertní sál je pro 1 800 diváků.
- Kostel Santa María, barokní stavba s bohatě zdobeným průčelím dokončená roku 1774
- Kostel San Vicente, gotická stavba ze 16. st.
- Pevnost Castillo de la Mota na vrchu Monte Urgull
- Radnice San Sebastián, leží jižně od přístavu, byla postavena v roce 1887, původně jako kasino
- Palác Miramar, bývalé letní sídlo španělské královské rodiny
- Muzeum San Telmo, etnografické sbírky v budově bývalého kláštera s kaplí s nástěnnými malbami
- Divadlo Teatro Victoria Eugenia, novorenesanční stavba z let 1910–1912
- Most María Cristina, stavba z roku 1905

### Čtvrtě
1. Ayete: rezidenční čtvrť, Palacio de Ayete.
2. Alza: nejhustěji osídlená část města, na jihu se nachází sportoviště.
3. Amara Nuevo: největší obytná čtvrť, vzniklá v 60. letech 20. století.
4. Amara Viejo: zde se nachází hlavové nádraží úzkorozchodné příměstské železnice Euskotren.
5. Antiguo: v této čtvrti byly nalezeny nejstarší nálezy původního osídlení ve městě; v současné době je Antiguo především rezidenční čtvrtí s turistickými ubytovacími kapacitami
6. Añorga
7. Ategorrieta-Ulia
8. Bidebieta: jedna z nejmladších čtvrtí.
9. Centro: současné centrum města vystavěné po prolomení hradeb roku 1864. Dominují jí široké pravoúhlé ulice s výstavnými domy a obchody. Ve středu čtvrti stojí katedrála Catedral del Buen Pastor de San Sebastián. Čtvrť tvoří hospodářské centrum celé provincie.
10. Eguía: Čtvrť nad nádražím RENFE, přezdívaná 'sansebastianské SoHo'.
11. Gros: Obchodní čtvrť za na pravém břehu řeky Urumea, spojená s centrem dvěma mosty. Je zde pláž Zurriola a kulturní a kongresové centrum Kursaal, které navrhoval architekt Rafael Moneo a které bylo otevřeno roku 1999; zde se pořádají také oficiálnější akce filmového a jazzového festivalu. Na jižním okraji Grosu stojí budova Estación del Norte – hlavního nádraží RENFE. Budova z roku 1864 a nástupiště kryté ocelovou konstrukcí, kterou navrhoval Gustave Eiffel, jsou zajímavou technickou památkou. Tudy projíždí i rychlík z Paříže přes Bordeaux a Valladolid do Madridu a příměstské vlaky Cercanías z Irunu do měst v jižním Baskicku.
12. Herrera
13. Ibaeta: rostoucí čtvrť se dvěma universitními kampusy.
14. Igueldo: čtvrt s parkem na stejnojmenném kopci, odkud se naskýtá působivý výhled na zátoku La Concha.
15. Intxaurrondo: čtvrť obývaná převážně Basky.
16. Loyola: východně položená čtvrť zasazená mezi kopce na obou březích řeky Urumea. Stojí zde rozlehlé kasárny.
17. Martutene: čtvrť, kde se nachází stejnojmenné vězení.
18. Miraconcha: luxusní čtvrť při pláži Concha s rezidencemi, vilami a hotely.
19. Miramón: sídlí zde Parque Técnológico de San Sebastián.
20. Parte Vieja: historické jádro města okolo ulice 31. srpna pod vrchem Urgull v blízkosti pláže La Concha. Stojí tu oba velké kostely: Barokní chrám Panny Marie a kostel svatého Vincenta z 16. století. Nachází se tu i renesanční budova Musea San Telmo.

Kromě těchto čtvrtí patří k městu ještě drobné exklávy Urdaburu, Zubieta a Landarbaso.

## Pláže
- La Concha: nejproslulejší městská pláž ve Španělsku. Je 1350 m dlouhá a v průměru 40 m široká. Je lemována pobřežní promenádou s rezidencemi a podniky. Jsou zde dvě plovárny, La Perla a Casa Real de Baños.
- Ondarreta: leží na západě zálivu, mezi Palacio de Miramar a horou Igueldo, nejmenší (600 m) a nejklidnější z městských pláží.
- Zurriola: 800 m dlouhá pláž na východě města při čtvrti Gros. Roku 1994 rekonstruována, o deset let později zde byl povolen nudismus.[2]

## Sport
San Sebastián je jedním z mála měst ve Španělsku, která mají klub ledního hokeje. Dříve zde působila Real Sociedad, nyní je to CHH Txuri-Urdin. Real Sociedad je rovněž fotbalový klub, hrající první ligu. Je zde populární tradiční baskický sport, pelota; v San Sebastiánu se konala dvě mistrovství světa. V okolí města se koná silniční cyklistický závod Clásica de San Sebastián, mezi jehož vítěze patří i český cyklista Roman Kreuziger (vítěz ročníku 2009).

## Filmový festival
Mezinárodní filmový festival v San Sebastiánu měl zprvu jen lokální charakter; v letech 1953–1956 se konal ještě pod názvem Mezinárodní týden filmu. Až v roce 1957 byla ustanovena mezinárodní porota, která za hlavní ceny určila „Zlatou mušli“ a „Stříbrnou mušli“ a pro filmy realizované ve španělském jazyce cenu „Kantabrijské perly“.

## Galerie

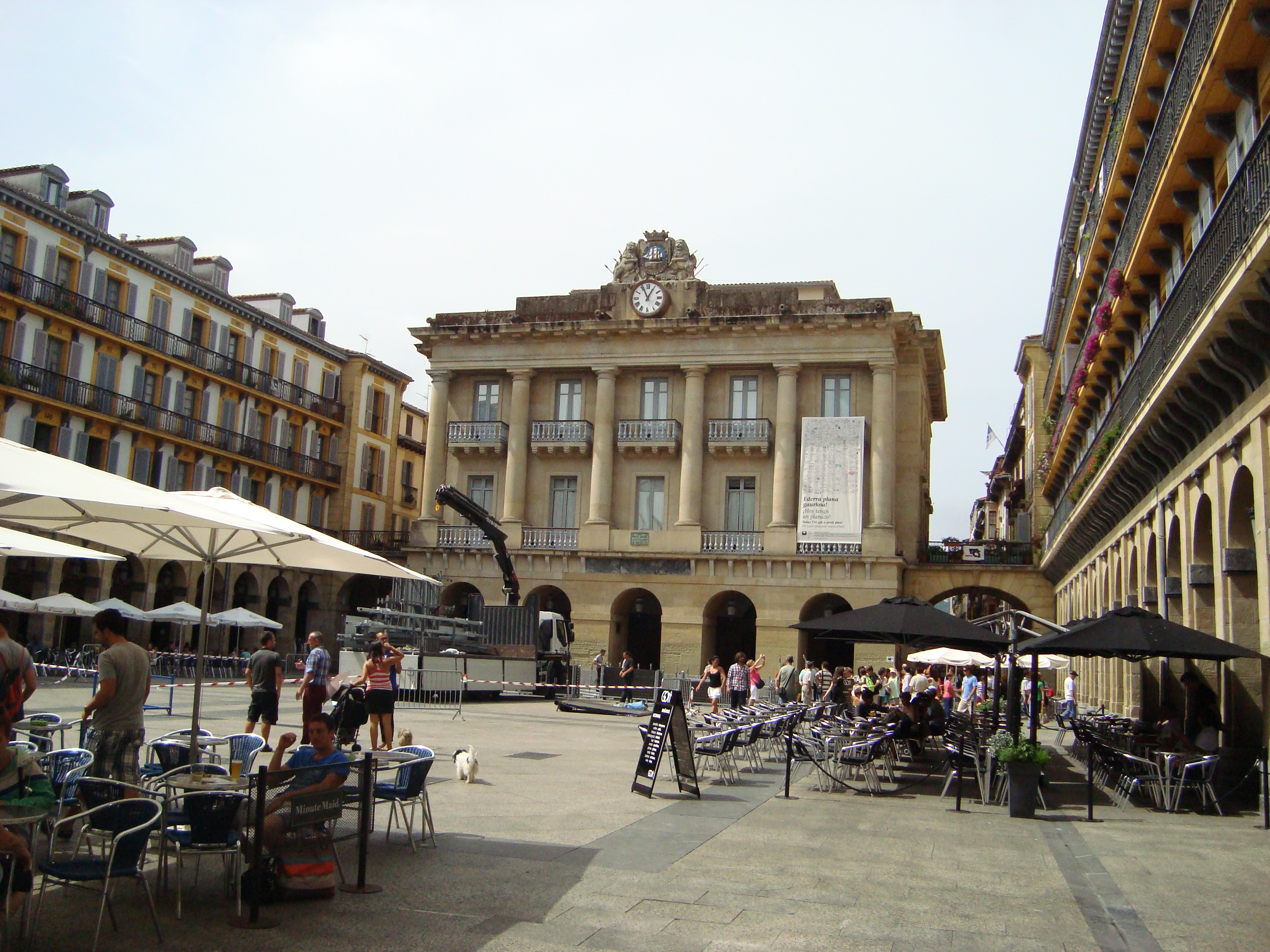
Plaza de la Constitución, Parte Vieja
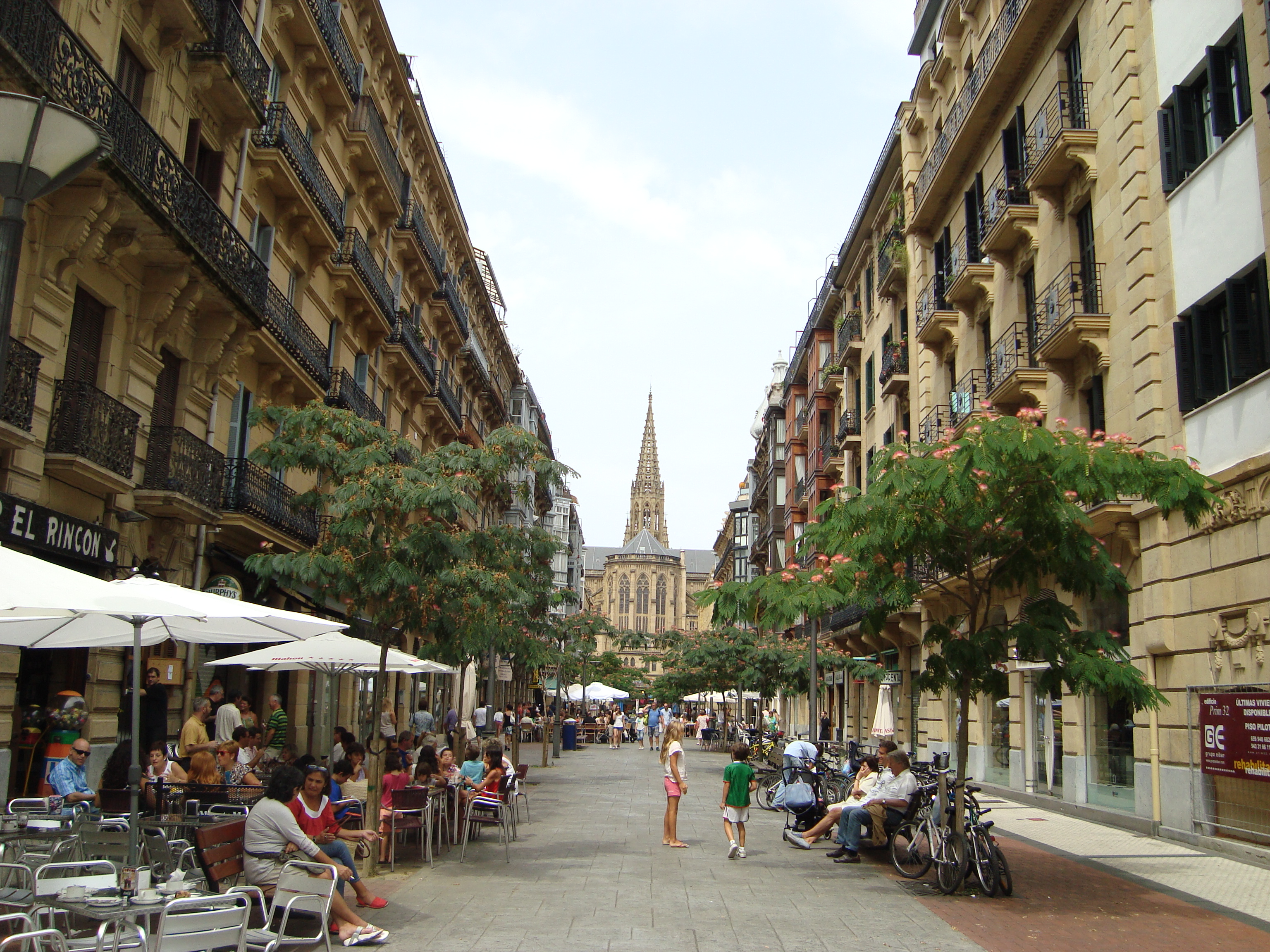
ulice ve čtvrti Centro a katedrála
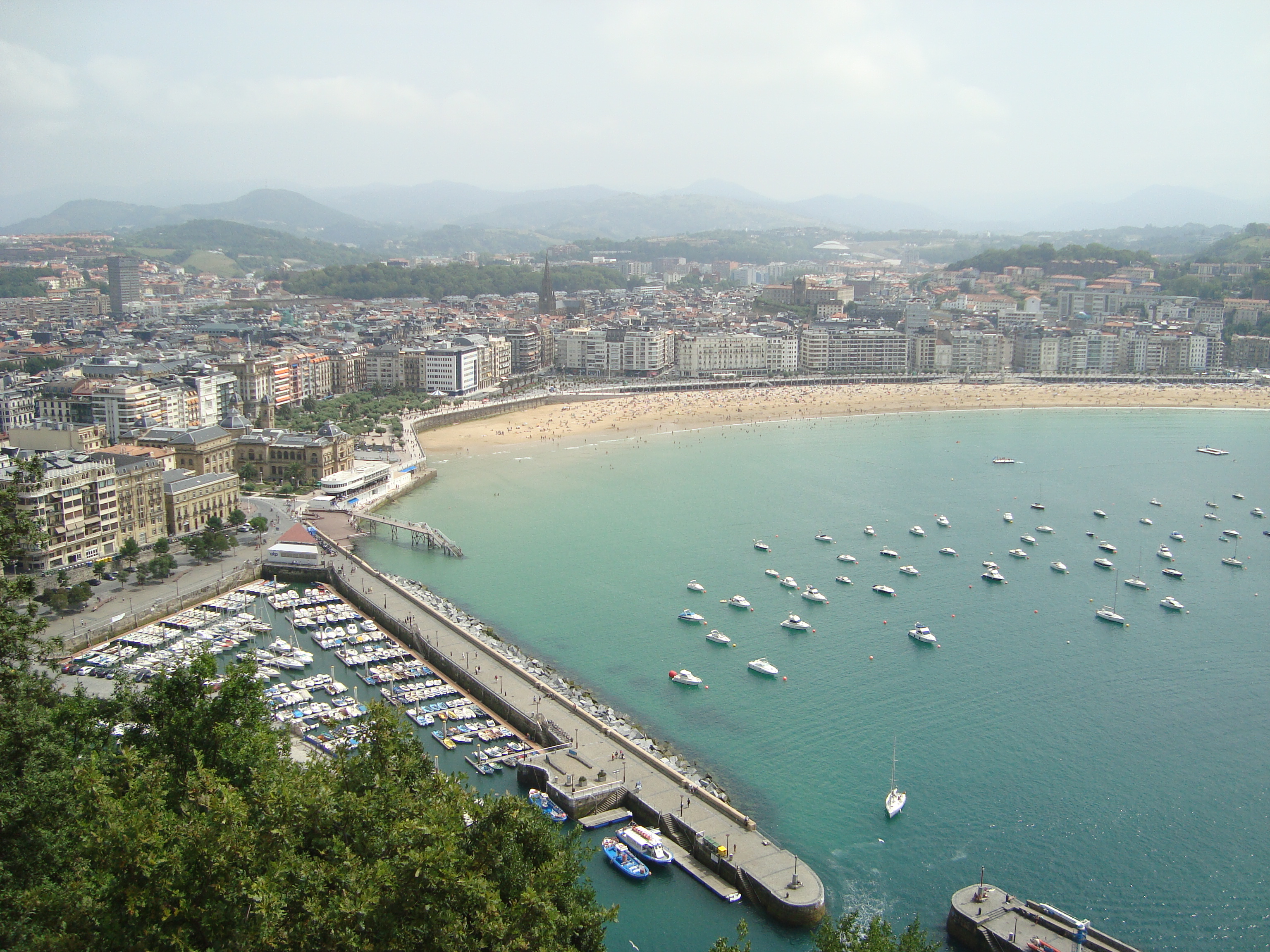
přístav, pláž La Concha a ve středu Centro
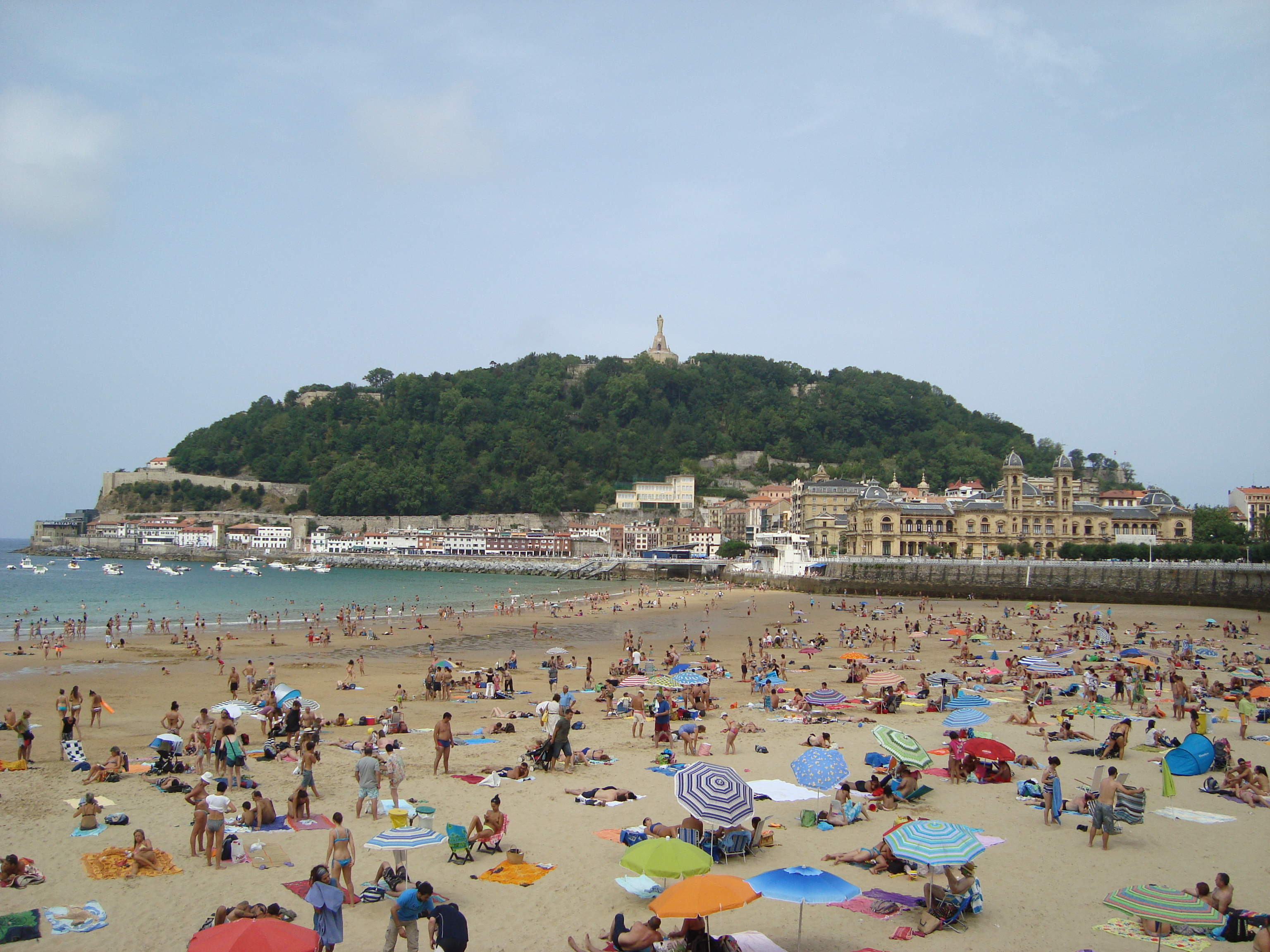
vrch Monte Urgull s pevností La Mota, vpravo radnice
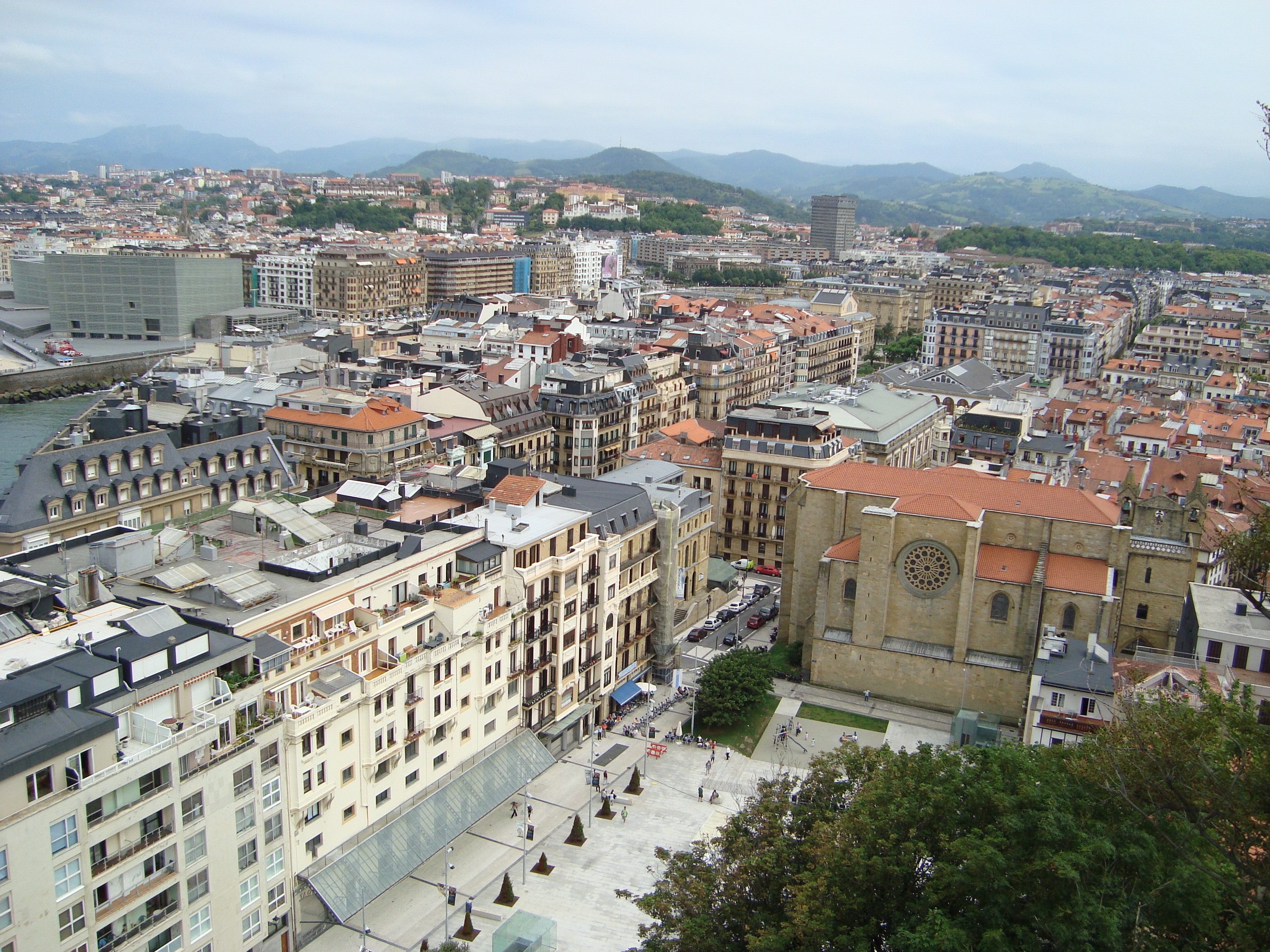
vpravo kostel San Vicente, vlevo za řekou Kursaal
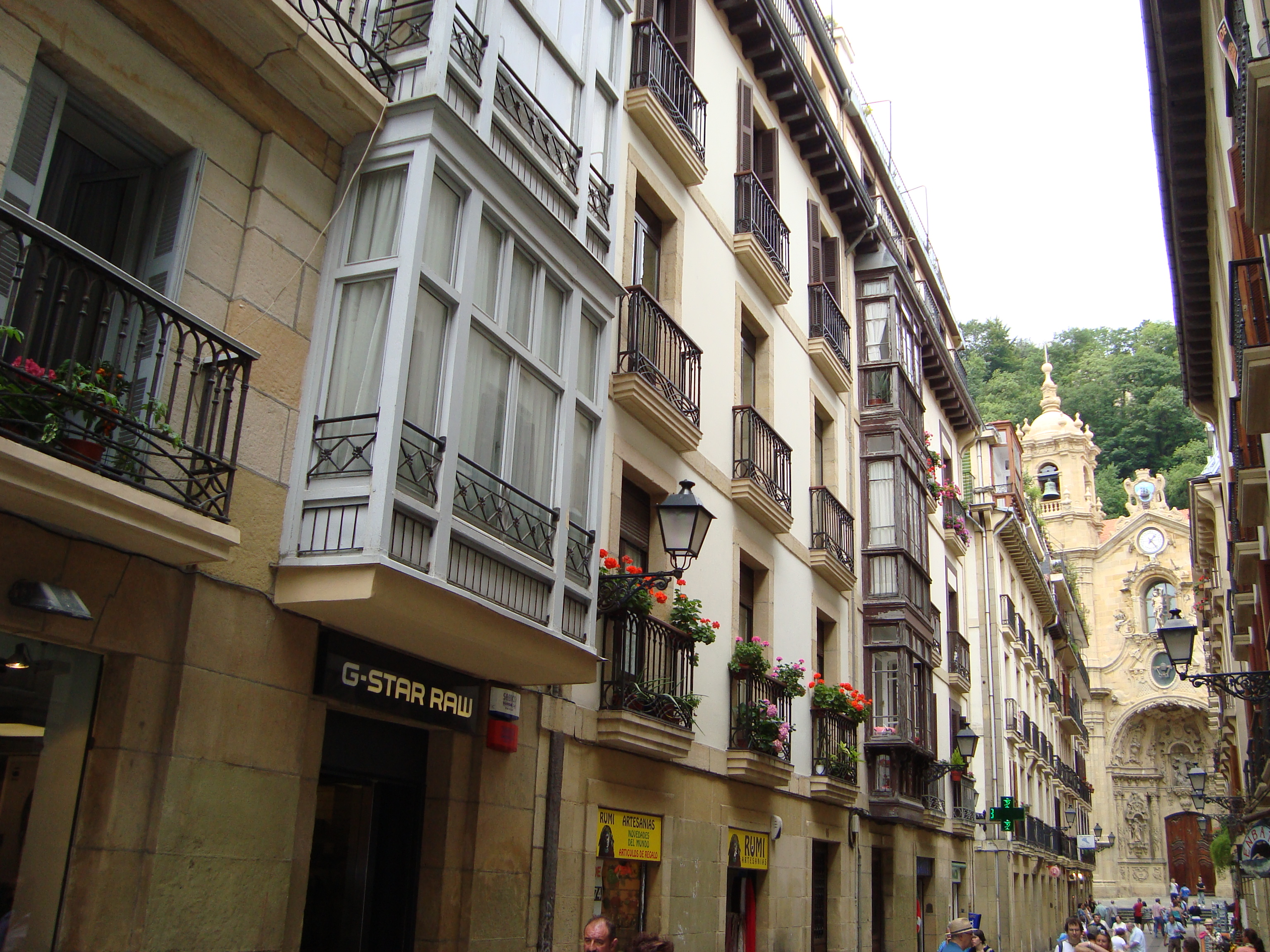
ulice na Starém Městě a kostel Santa María
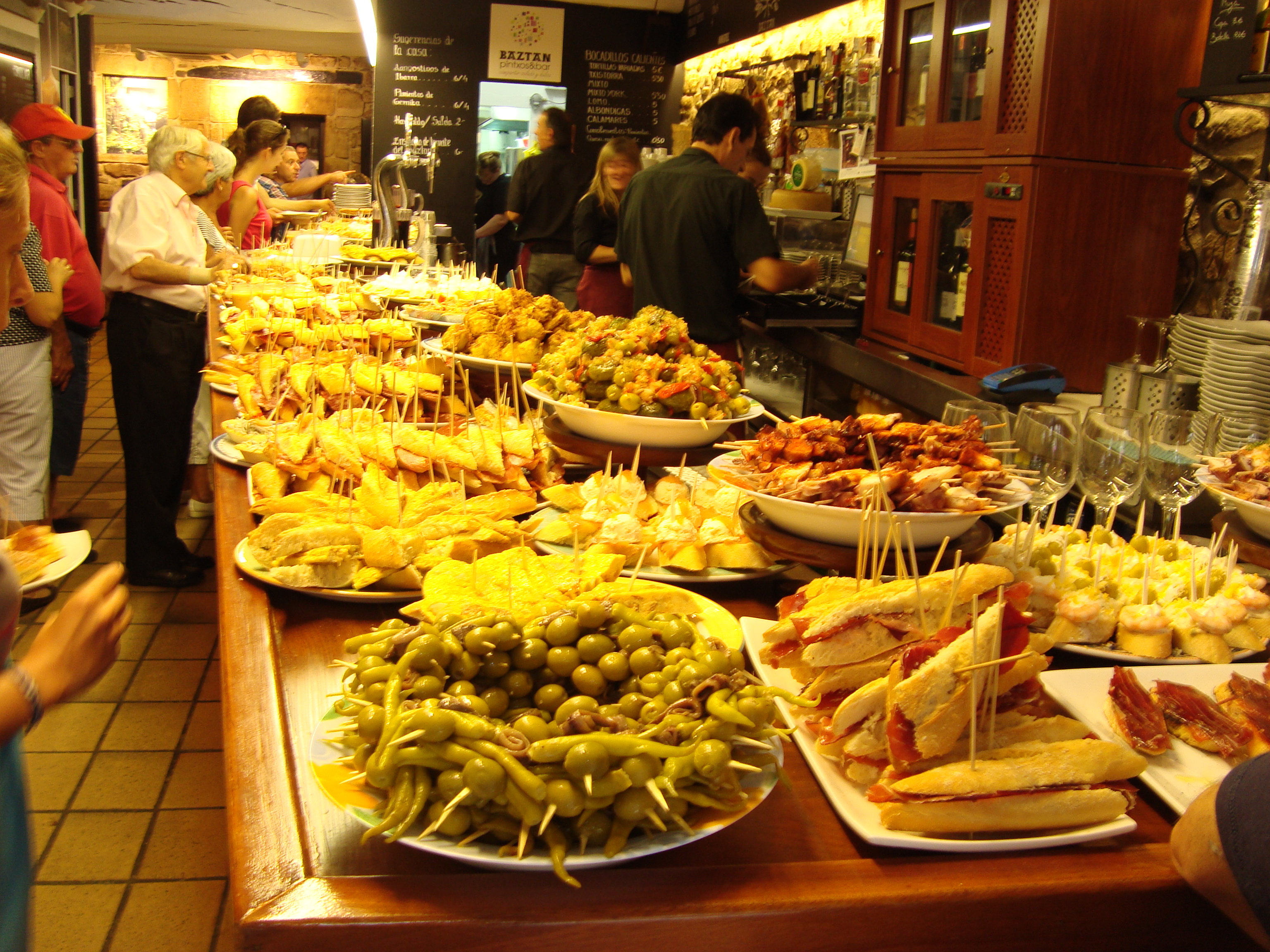
bar a tapas

## Osobnosti
- Pío Baroja (1872–1956), romanopisec generace 98
- José María Usandizaga (1887–1915), hudební skladatel
- Xavier Zubiri (1898–1983), filozof
- Eduardo Chillida (1924–2002), abstraktní sochař
- Fernando Savater (* 1947) spisovatel a profesor filosofie na UCM
- Julio Médem (* 1958), režisér a scenárista

## Partnerská města
- Daira de Bojador, uprchlický tábor Sahařanů v Tindúfu (Alžírsko)
- Marugame, Japonsko
- Plymouth, Spojené království
- Reno, Nevada, Spojené státy americké
- Trento, Itálie
- Wiesbaden, Německo
- Batumi, Gruzie